# حماة الحمى
حماة الحمى هو النشيد الوطني التونسي. كتب أغلب كلماته مصطفى صادق الرافعي وأُضيف إليه بيتين شعريين للشاعر أبو القاسم الشابي ولحنه أحمد خير الدين. بعد أن اتُخذ نشيداً رسمياً فكرت الحكومة التونسية في تكليف محمد عبد الوهاب بإعادة توزيعه لكن الفكرة لم تتحقق. كان الوطنيون التونسيون يرددون النشيد خلال مرحلة النضال الوطني، واستمر إنشاده حتى بعد اعتماد نشيد ألا خلدي، في بعض الأوساط الطلابية واجتماعات الحزب الدستوري. اعتمد رسمياً كنشيد وطني يوم 12 نوفمبر 1987 عوضاً عن ألا خلدي.

## التاريخ
تأتي هذه الكلمات من قصيدة كتبها في الثلاثينيات من القرن الماضي الشاعر المصري مصطفى صادق الرافعي. على الرغم من أن البعض يقول أن اللحن تأليف محمد عبد الوهاب، يزعم عالم الموسيقى التونسي صالح المهدي أن اللحن تأليف الشاعر أحمد خير الدين في حين أن الموسيقى الأصلية للقصيدة من تأليف زكريا أحمد كتب أبو القاسم الشابي آخر الأبيات من الكلمات.
وفقًا للمهدي، تم إلحاق هذه الأبيات بكلمات الأغاني في يونيو 1955 من قبل القومي المنجي سليم. عُرفت باسم «ترنيمة الثورة»، وغُنِيت خلال اجتماعات الحزب الحاكم، الحزب الحر الدستوري الجديد والتي غيرت اسمها لاحقًا إلى الحزب الاشتراكي الدستوري.
تم استخدام «حماة الحمى» مؤقتًا كنشيد وطني بين نهاية النظام الملكي في 25 يوليو 1957 وتبني «ألا خلدي» النشيد الوطني الرسمي في 20 مارس 1958، عندما حلت محل سلام الباي. تم استبدال «حماة الحمى» لاحقًا ب «ألا خلدي» لكنه عاد مرة أخرى بعد الانقلاب الذي أوصل الرئيس زين العابدين بن علي إلى السلطة في 7 نوفمبر 1987.

## كلمات النشيد الرسمية

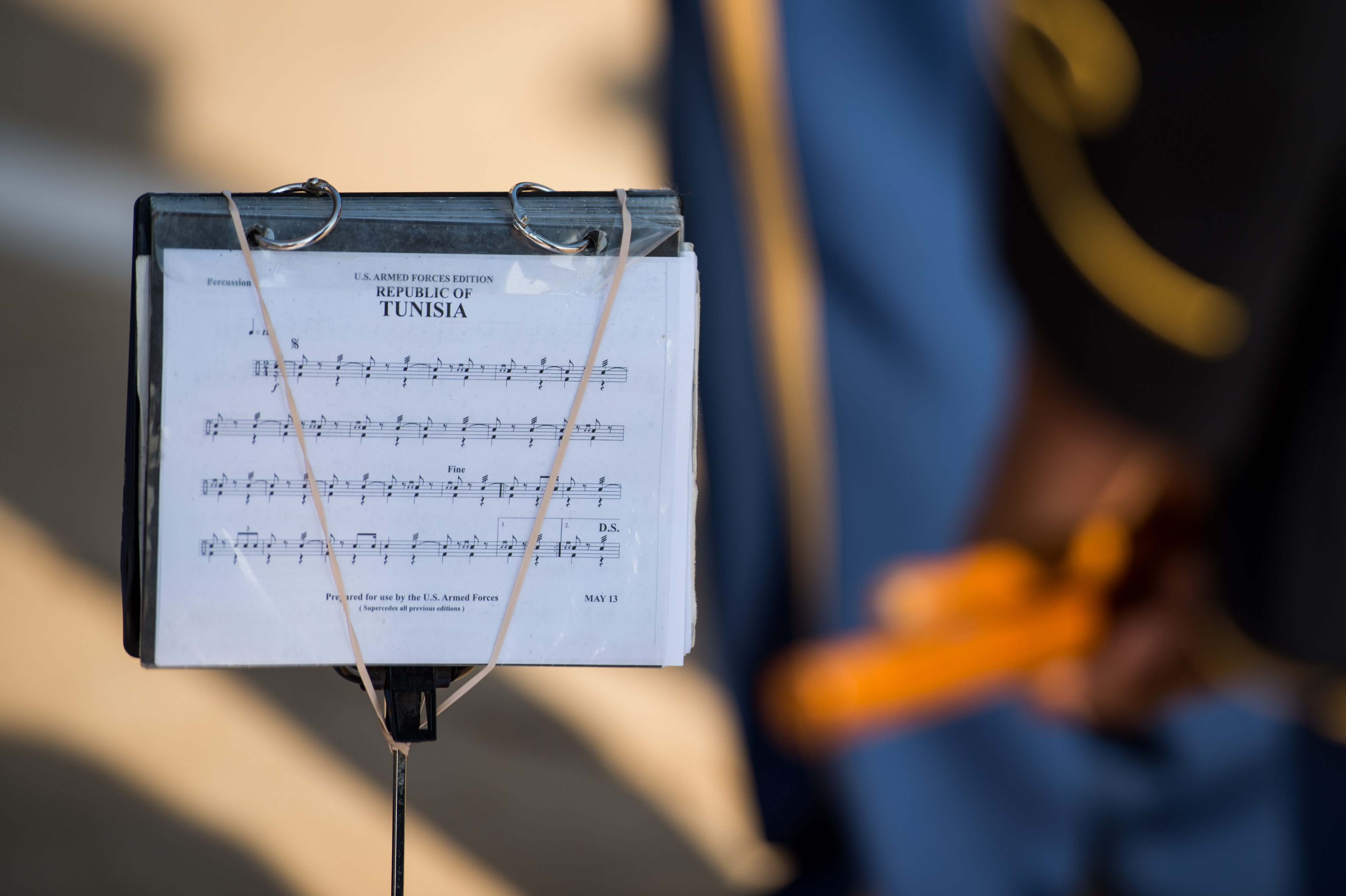
عازف إيقاع مخصص لفرقة الجيش الأمريكي "بيرشينج أون" ينتظر عزف النشيد للجمهورية التونسية كجزء من تطويق الشرف لوصول رئيس الوزراء التونسي يوسف الشاهد قبل لقاء وزير الدفاع جيمس ماتيس في البنتاغون في واشنطن العاصمة،

### الفقرة الرئيسية
تنشد الفقرة الرئيسية من النشيد فقط في المدارس والاحتفالات والمناسبات الرسمية ومباريات المنتخبات الوطنية الرياضية والتتويجات العالمية: